# Seitenroda
Seitenroda ist eine Gemeinde im Süden des thüringischen Saale-Holzland-Kreises und Teil der Verwaltungsgemeinschaft Südliches Saaletal.

## Geografie und Geologie
Seitenroda liegt etwa 2 km östlich von Kahla und östlich hinter der Leuchtenburg. Die stetig ansteigende und kurvenreiche L1062 führt an der Burg vorbei und direkt durch den Ort gen Osten nach Eineborn mit Anschluss an die Bundesautobahn 9 bei Hermsdorf. Die kupierte Gemarkung des Dorfes umfasst 405 ha. Muschelkalk- und Buntsteinverwitterungsböden herrschen vor. Bis auf die Tallagen sind diese Flächen grundwasserfern. Die Anhöhen und steileren Hänge sind bewaldet und mit Rainen versehen.

## Geschichte
Die erste urkundliche Erwähnung von Seitenroda fand 1280 statt. Mit dem Bau der Leuchtenburg ging wohl auch die Ansiedlung des Dorfes einher; die nachgewiesenen urkundlichen Ersterwähnungen von Dorf und Burg liegen nahe beieinander. Die Burg wurde 1221 urkundlich erstmals erwähnt. Im Jahr 2021 begingen die Leuchtenburg und das Dorf gemeinsam ihr 800-jähriges Jubiläum, zu dessen Anlass eine umfassende Dorf- und Burgchronik erarbeitet wurde.
→ Siehe auch Dorfkirche Seitenroda

## Bilder

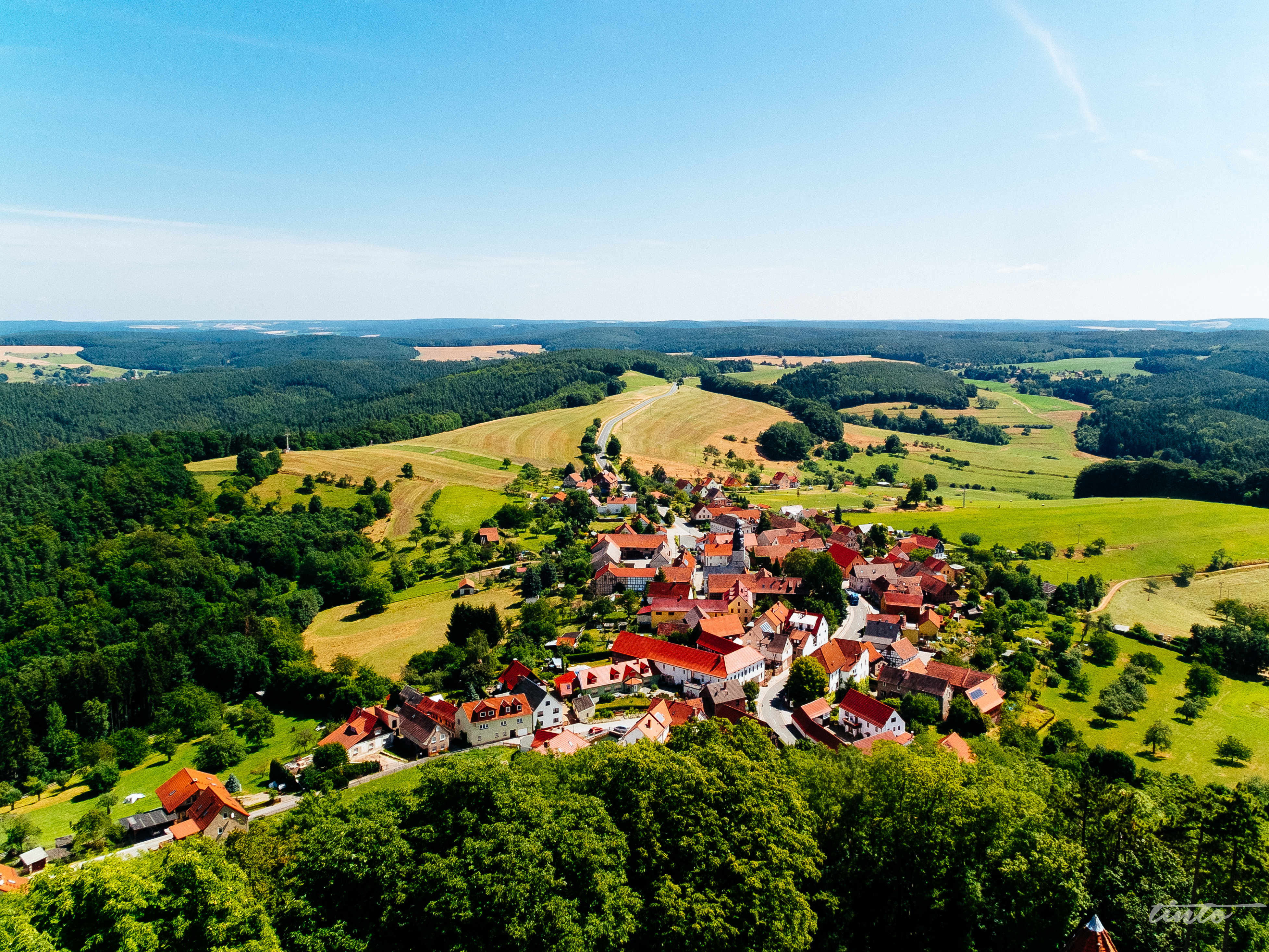
Blick auf Seitenroda von der Leuchtenburg
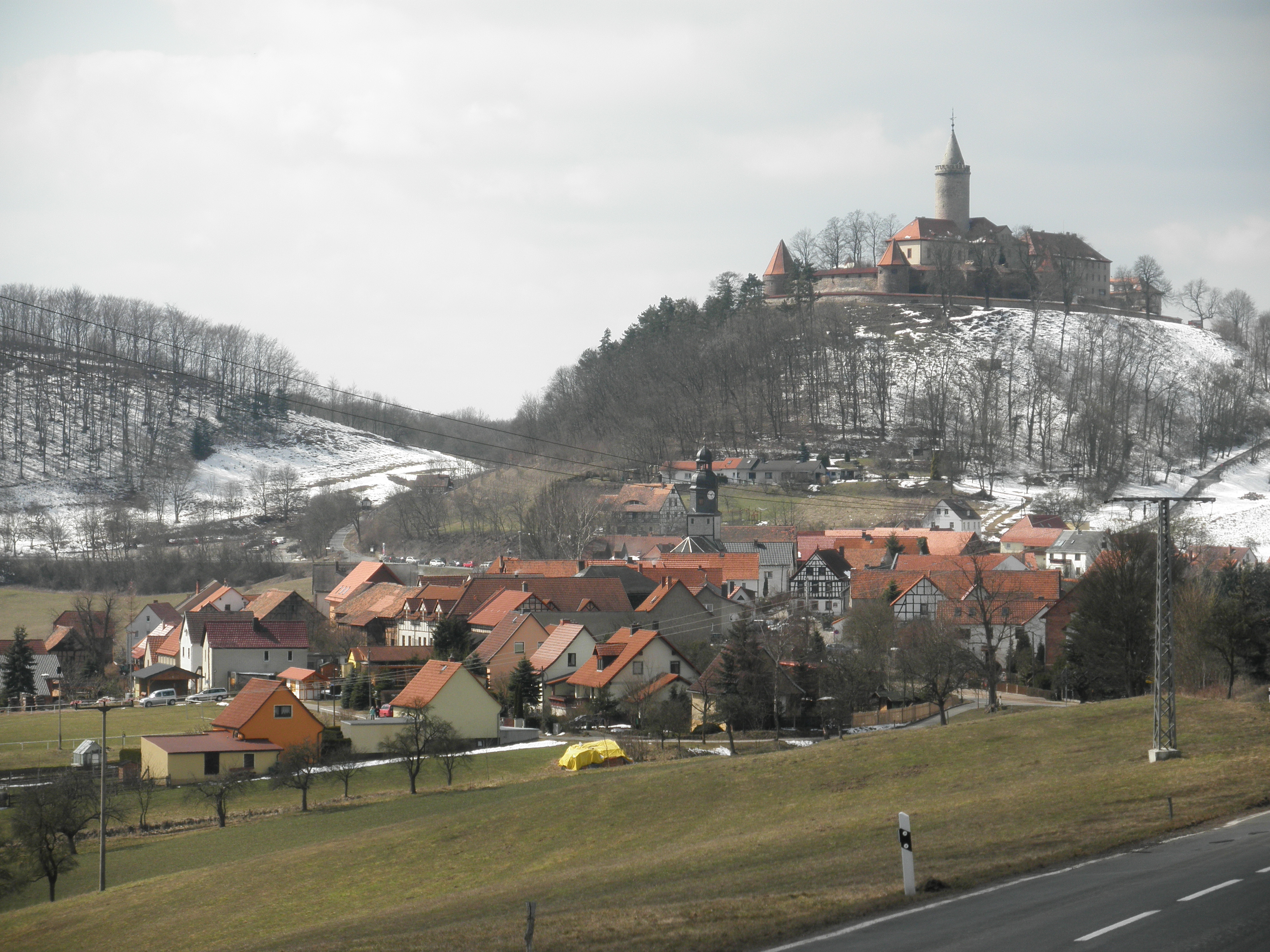
Seitenroda mit Leuchtenburg
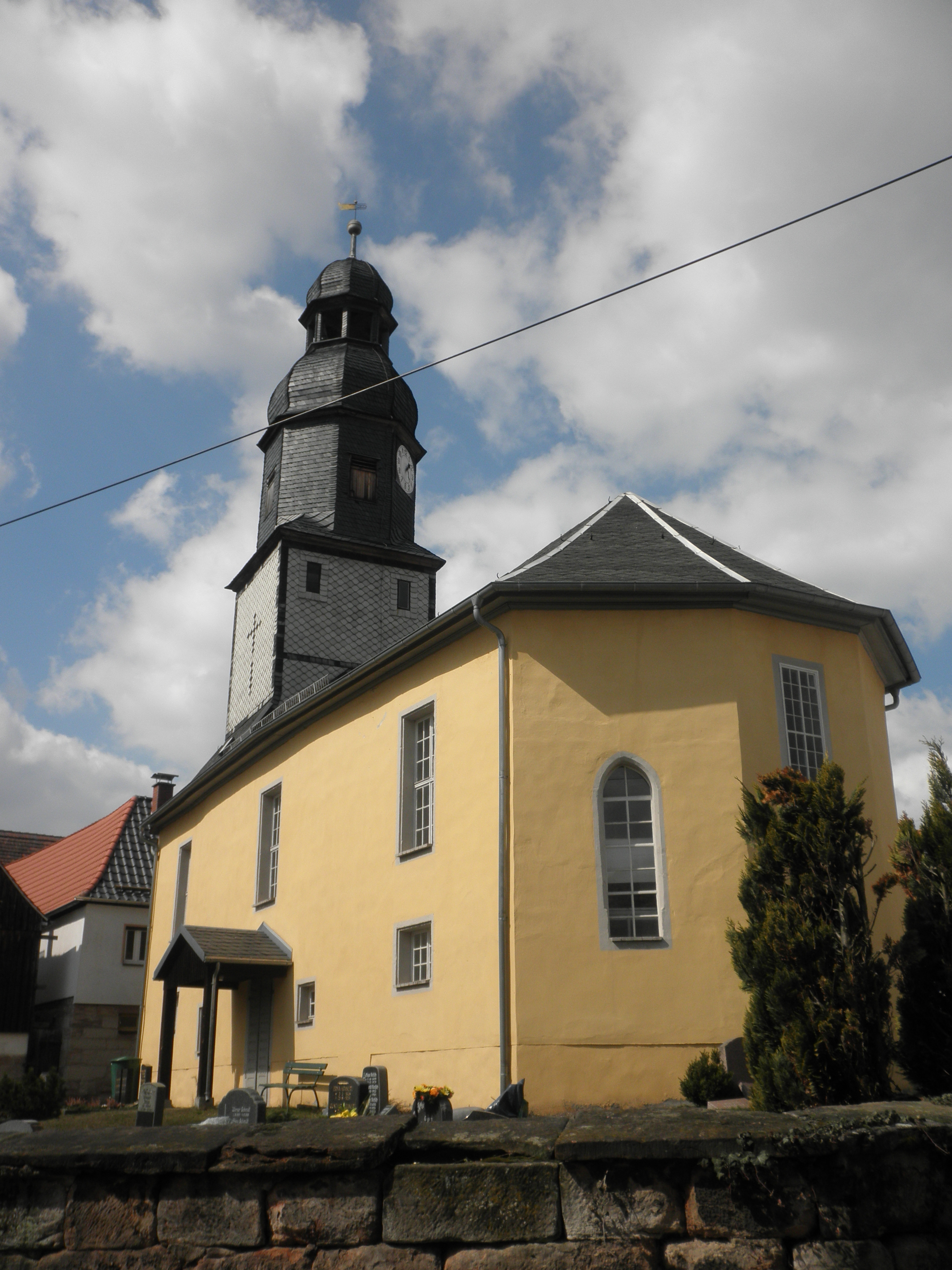
Kirche in Seitenroda
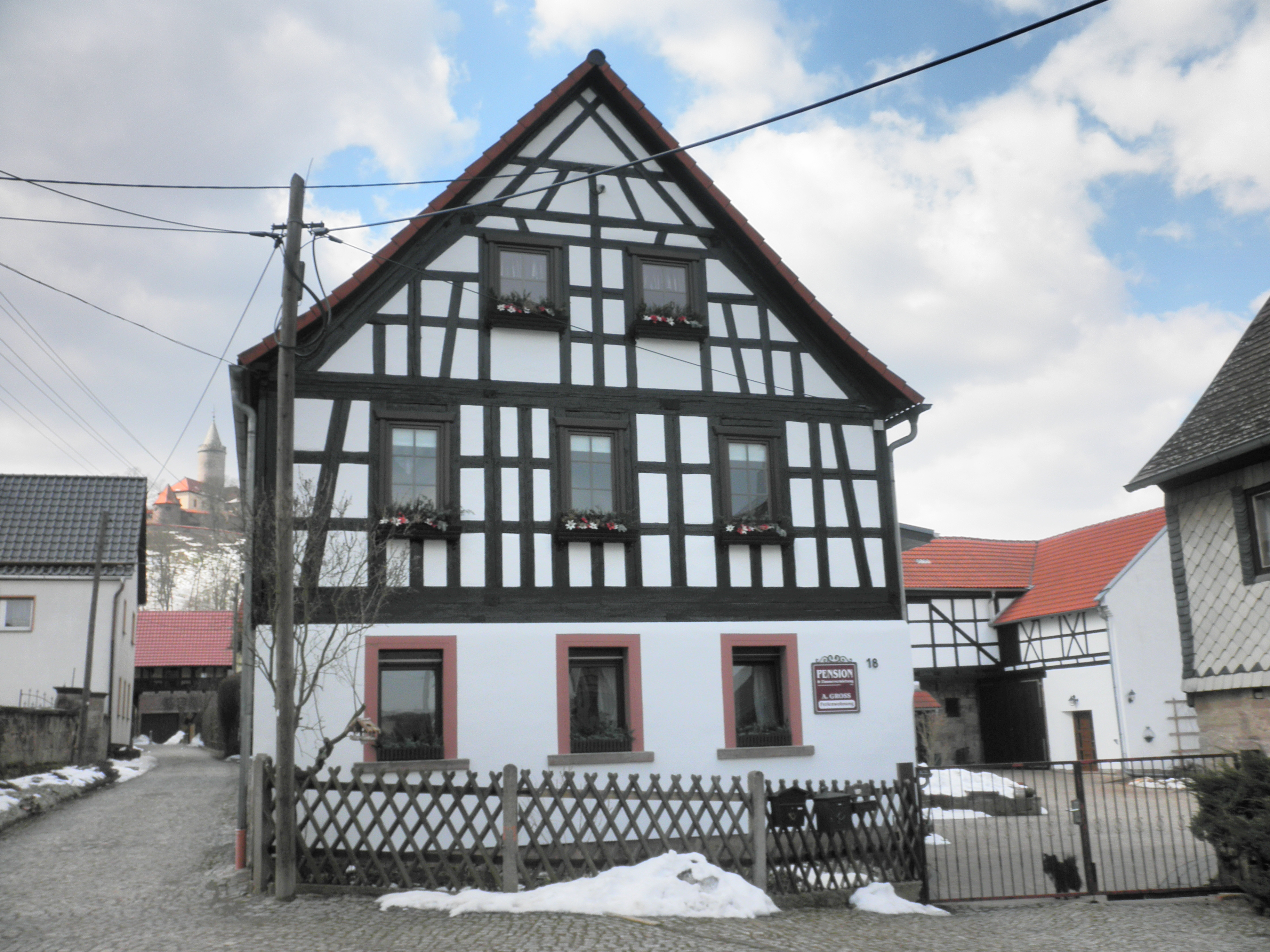
Fachwerkhof in Seitenroda
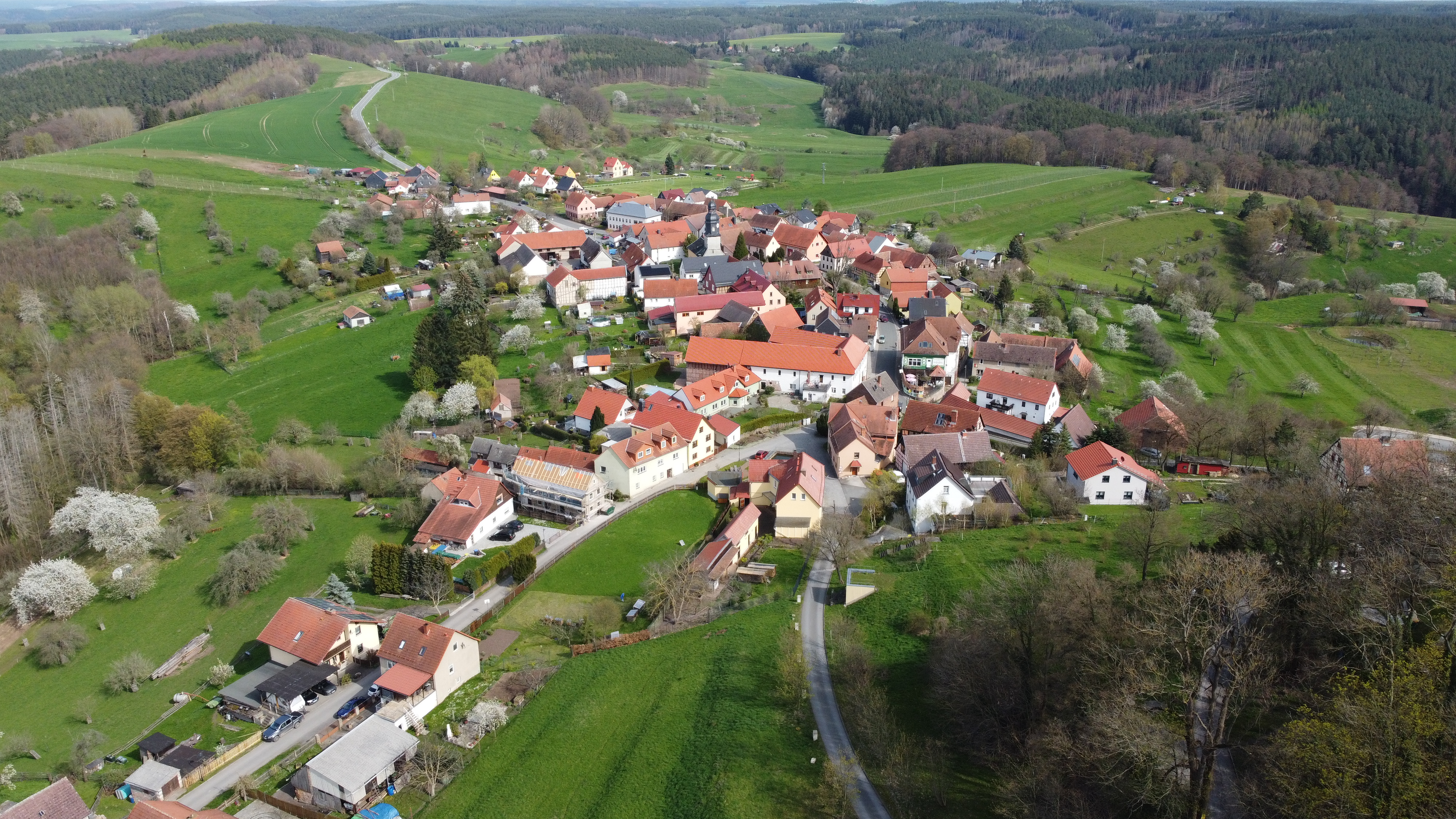
Luftaufnahme von Seitenroda